# Slowenische Fußballnationalmannschaft der Frauen
Die slowenische Fußballnationalmannschaft der Frauen repräsentiert Slowenien im internationalen Frauenfußball. Die Auswahl ist dem slowenischen Verband unterstellt und wird von Saša Kolman trainiert. Ihr erstes Spiel bestritt die Landesauswahl im Jahr 1993. Seitdem konnte sie sich bisher noch für kein großes Turnier qualifizieren, im europäischen Vergleich gehört sie zu den schwächsten Mannschaften.

## Geschichte
In der Qualifikation zur EM 2009 trafen die Sloweninnen in der 3. und letzten Qualifikationsrunde auf die Ukraine, dabei scheiterten sie mit einem Gesamtergebnis von 0:5.
In der Qualifikation zur WM 2011 traf die Mannschaft auf Italien, Finnland, Portugal und Armenien. Zwei Siegen gegen Armenien standen Niederlagen gegen die anderen Mannschaften gegenüber, so dass nur der vorletzte Platz erreicht wurde.
In der Qualifikation zur EM 2013 trafen die Sloweninnen auf England, die Niederlande, Kroatien und Serbien. Dabei gelangen lediglich ein Sieg und ein Remis gegen Kroatien. Die sechs Niederlagen gegen die anderen Mannschaften bedeuteten am Ende Rang 4 in der Gruppe.
In der FIFA-Weltrangliste konnte sich Slowenien von Platz 75, der von Dezember 2004 bis September 2005 belegt wurde, auf Rang 51 im Dezember 2008 steigern, fiel dann aber wieder auf Platz 60 im November 2010 herunter.

## Turnierbilanz

### Weltmeisterschaft
| - 1991: nicht teilgenommen - 1995: nicht qualifiziert - 1999: nicht qualifiziert - 2003: nicht qualifiziert - 2007: nicht qualifiziert | - 2011: nicht qualifiziert - 2015: nicht qualifiziert - 2019: nicht qualifiziert - 2023: nicht qualifiziert |

### Europameisterschaft
| - 1984 – 1989: nicht teilgenommen (Teil Jugoslawiens) - 1991: nicht teilgenommen - 1993: nicht teilgenommen - 1995: nicht qualifiziert - 1997: nicht qualifiziert - 2001: nicht qualifiziert | - 2005: nicht qualifiziert - 2009: nicht qualifiziert - 2013: nicht qualifiziert - 2017: nicht qualifiziert - 2022: nicht qualifiziert - 2025: nicht qualifiziert, Aufstieg in Liga B der UEFA Women’s Nations League 2025 |

### Olympische Spiele
Die Qualifikation erfolgte bis 2020 über die WM-Endrunde, ab 2024 über die UEFA Women’s Nations League.
| - 1996: nicht qualifiziert - 2000: nicht qualifiziert - 2004: nicht qualifiziert - 2008: nicht qualifiziert | - 2012: nicht qualifiziert - 2016: nicht qualifiziert - 2020: nicht qualifiziert - 2024: keine Möglichkeit zur Qualifikation |

### UEFA Women’s Nations League
- 2023/24: Liga B4 – 3. Platz, als schlechtester Gruppendritter der Liga B Abstieg in Liga C für die Qualifikation zur EM 2025
- 2025: Liga B2 – 1. Platz, Aufstieg in Liga A für die Qualifikation zur WM 2027

## Spiele gegen Nationalmannschaften deutschsprachiger Länder
Alle Ergebnisse aus slowenischer Sicht.

### Deutschland
| Datum              | Ort        | Ergebnis | Anlass           |
| ------------------ | ---------- | -------- | ---------------- |
| 26. Oktober 2013   | Koper      | 0:13     | WM-Qualifikation |
| 10. April 2014     | Mannheim   | 0:4      | WM-Qualifikation |
| 16. September 2017 | Ingolstadt | 0:6      | WM-Qualifikation |
| 10. April 2018     | Domžale    | 0:4      | WM-Qualifikation |

### Schweiz
| Datum        | Ort    | Ergebnis | Anlass |
| ------------ | ------ | -------- | ------ |
| 8. Mai 1997  | Zürich | 0:10     |        |
| 8. März 2009 | Sezana | 0:5      |        |

### Österreich
| Datum              | Ort              | Ergebnis | Anlass           |
| ------------------ | ---------------- | -------- | ---------------- |
| 27. Mai 1995       | Wolfsberg        | 1:9      |                  |
| 29. September 1996 | Saxen            | 0:4      |                  |
| 31. März 1997      | Sencur           | 0:4      |                  |
| 27. April 2011     | Stojnci          | 0:5      |                  |
| 2. Juni 2013       | Radlje ob Dravi  | 1:3      |                  |
| 25. Oktober 2024   | Koper            | 0:3      | EM-Qualifikation |
| 29. Oktober 2024   | Ried im Innkreis | 1:2      | EM-Qualifikation |

## Sonstiges
Am 17. Juli 2023 veröffentlichten 31 Spielerinnen einen offenen Brief, in dem sie verschiedene Missstände rund um die personelle Führung der Mannschaft anprangerten und die Verbandsführung dazu aufforderten, Cheftrainer Borut Jarc und dessen Mitarbeiterstab zu entlassen. Dem Trainerteam wurden konkret mangelnde Professionalität und unangemessene Verhaltensweisen gegenüber den Spielerinnen vorgeworfen. Nachdem der Brief selbst erst einige Wochen später an die breite Öffentlichkeit gelangt und in den Medien verbreitet worden war, stellte sich der Verband in einer eigenen Erklärung vom 4. September zunächst hinter Jarc, kündigte aber auch die Einsetzung eines Ausschusses an, der die Vorwürfe untersuchen sollte. Tags darauf erklärte Jarc sein Rücktritt, widersprach jedoch den gegen ihn erhobenen Vorwürfen. Sein Nachfolger wurde Saša Kolman.